# Boglárka Csemer
Boglárka Csemer (* 30. November 1986 in Budapest) ist eine ungarische Sängerin und Komponistin in den Bereichen Pop und Jazz. Sie ist auch unter dem Künstlernamen Boggie bekannt. Csemer vertrat Ungarn beim Eurovision Song Contest 2015 in Wien, Österreich und konnte sich bis ins Finale durchsetzen, wo sie letztlich den 20. von 27. Plätzen belegt hat.

## Leben
Csemer hat sich schon als Kind für Gesang begeistert und lernte zunächst ungarische Volkslieder kennen. Als Jugendliche nahm sie Unterricht auf dem Klavier und im klassischen Gesang. 2005 ging sie für ein Jahr nach Paris. In Erinnerung an diese Zeit entstand das Lied Un an à Paris, das sie später auf einem Album veröffentlichte. 2007 begann sie eine dreijährige Gesangsausbildung im Kőbányai Zenei Stúdió. Im März 2009 gründete sie zusammen mit Áron Sebestyén, Mihály Simkó-Várnagy und Tamás Szabó das Csemer Boglárka Quartet, mit welchem sie unter anderem im Budapest Jazz Club und beim Sziget-Festival auftrat. 2011 erhielt sie bei einem Wettbewerb für ihr Lied  Japánkert (deutsch japanischer Garten) einen Sonderpreis des ungarischen Jazzverbandes (Magyar Jazz Szövetség). In den Jahren 2013 und 2014 erschienen ihre ersten beiden Alben mit eigenen Kompositionen, auf denen sie ungarisch, französisch und englisch singt. Mittlerweile hat sie Auftritte in Frankreich, Österreich, Deutschland, Holland, der Slowakei sowie in den USA absolviert.
2015 nahm sie für Ungarn mit dem Lied Wars for Nothing (ungarisch Háborúk a semmiért) beim Eurovision Song Contest 2015 teil, wo sie den 20. Platz belegte.

## Diskografie

### Alben
- 2013: Boggie, Tom-Tom Records
- 2014: All is one is all, Tom-Tom Records
- 2017: 3, Tom-Tom Records

### Singles
- 2014: Parfüm / Nouveau Parfum
- 2015: Wars for Nothing